# Valerij Dolinin
Valerij Aleksejevitj Dolinin (russisk: Валерий Алексеевич Долинин) (født 25. juli 1953 i Leningrad, død 15. november 2021) var en russisk roer, dobbelt olympisk medaljevinder og dobbelt verdensmester.

## Rokarriere
Dolinin roede for Trud i Leningrad, og han roede primær firer uden styrmand. I denne bådtype deltog han ved OL 1976 i Montreal for Sovjetunionen sammen med Raul Arnemann, Nikolaj Kusnetsov og Anusjavan Gassan-Dzjalalov, der uden Dolinin havde vundet sølv ved de to foregående verdensmesterskaber. Ved legene blev de nummer to (efter DDR) i deres indledende heat og nummer to (efter Norge) i deres semifinale, og i finalen
var DDR stærkest og fik guld, mens Norge formåede at hente sølv foran Sovjetunionen på bronzepladsen.
Ved VM to år senere var blot Dolinin og Kusnetsov tilbage i båden, men med to nye roere vandt de VM-guld. Ved OL 1980 i Moskva bestod besætningen af Dolinin, Aleksej Kamkin, Aleksandr Kulagin og Vitalij Jelisejev, og igen var DDR favoritter; de stillede op som verdensmestre fra året forinden. De to nationer vandt deres indledende heats, og i finalen var DDR hurtigst fra start og holdt føringen hele vejen, mens Sovjetunionen derefter var klart foran Storbritannien på tredjepladsen.
Med samme besætning vandt Sovjetunionen VM-guld i 1981 og -sølv i 1982.

## OL-medaljer
- 1980:  Sølv i firer uden styrmand
- 1976:  Bronze i firer uden styrmand